# 68144 Mizser
68144 Mizser è un asteroide della fascia principale. Scoperto nel 2001, presenta un'orbita caratterizzata da un semiasse maggiore pari a 2,7198459 UA e da un'eccentricità di 0,0562810, inclinata di 4,11137° rispetto all'eclittica.